# لاي (أردبيل)
لاي هي قرية في مقاطعة نير، إيران. عدد سكان هذه القرية هو 178 في سنة 2006.